# الدعارة في السودان
الدعارة في السودان غير قانونية لكنها منتشرة. ويقدر برنامج الأمم المتحدة المشترك لمكافحة الإيدز أن هناك 212493 عاهرة في البلاد.

## تاريخ
يرجع بعض المؤرخين تاريخ نشوء الدعارة في المجتمع السوداني إلى بداية القرن العشرين وذلك عقب ما أطلق عليه حركة تحرير الرقيق، وانتقال المجتمع من مجتمع القرية إلى مجتمع الحضر حيث واكب ذلك نشوء المدن. في الماضي كانت الدعارة علنية، وتشرف عليها الحكومة حيث تلزم العاملين التقدم إلى الكشف الطبي دوريا للتأكد من سلامتهم من الأمراض المعدية. واستمر الحال هكذا إلى سبعينات القرن الماضي حتى قام الرئيس جعفر النميري (1969-1985)، بإلغاء تراخيصها، فذابت فئاتها في المجتمع.

## الدعارة القسرية وتجارة الجنس
السودان بلد مصدر وعبور ووجهة للرجال والنساء والأطفال الذين يتعرضون للعمل القسري والاتجار بالجنس. تتعرض النساء والفتيات السودانيات، ولا سيما من المناطق الريفية أو النازحات داخليًا، للعمل القسري كعاملات منازل في المنازل في جميع أنحاء البلاد؛ يُعتقد أن معظمهم يعملون بدون عقود أو تدابير حماية عمالية تفرضها الحكومة. بعض هؤلاء النساء والفتيات يتعرضن لاحقًا للاعتداء الجنسي من قبل شاغلي الأسرة الذكور أو يُجبرون على الانخراط في أعمال جنسية تجارية. تمارس الفتيات السودانيات الدعارة داخل البلاد - بما في ذلك في المطاعم وبيوت الدعارة - في بعض الأحيان بمساعدة أطراف ثالثة، بما في ذلك المسؤولين عن إنفاذ القانون. وبحسب ما ورد شهدت الخرطوم ونيالا وبورتسودان ارتفاعًا ملحوظًا في بغاء الأطفال في السنوات الأخيرة، وكذلك في أعداد أطفال الشوارع والعاملين من الأطفال - وهما مجموعتان معرضتان بشدة للاستغلال والعمل الجنسي.
تتعرض النساء والفتيات السودانيات للعبودية المنزلية في دول الشرق الأوسط، مثل البحرين والمملكة العربية السعودية وقطر ومصر، وللاتجار القسري بالجنس في الدول الأوروبية. يواجه بعض الرجال السودانيين الذين يهاجرون طواعية إلى الشرق الأوسط كعمال ذوي مهارات متدنية ظروفًا تدل على العمل الجبري. يعبر أطفال سودانيون اليمن في طريقهم إلى المملكة العربية السعودية، حيث يتم استخدامهم في التسول القسري والبيع في الشوارع، ويقال إنهم يعملون في أوضاع عمل استغلالية للتجار السودانيين في جمهورية إفريقيا الوسطى. أفادت الأنباء أن أعضاء العصابات السودانية يجبرون لاجئين سودانيين آخرين على ممارسة الدعارة في الملاهي الليلية في مصر. أفاد اللاجئون السودانيون في إسرائيل بأنهم تعرضوا للمعاملة الوحشية من قبل مهربي الرشايدة العاملين في سيناء، بما في ذلك تقييدهم ببعضهم البعض، والجلد والضرب بانتظام، والحرمان من الطعام، وإجبارهم على القيام بأعمال البناء تحت تهديد السلاح في منازل المهربين الشخصية.
السودان بلد عبور ومقصد للنساء الإثيوبيات والإريتريات اللائي يتعرضن للعبودية المنزلية في السودان ودول الشرق الأوسط. قد تقع عاملات المنازل الفلبينيات المهاجرات ضحية لأوضاع العمل الجبري في الخرطوم. السودان وجهة للنساء الإثيوبيات والصوماليات وربما التايلنديات اللائي تعرضن لممارسة الدعارة القسرية. يقوم الوكلاء بتجنيد شابات من منطقة أوروميا الإثيوبية مع وعود بالعمل بأجور عالية كعاملات منازل في السودان، فقط لتحصيل رواتبهن أو إجبارهن على ممارسة الدعارة في بيوت الدعارة في الخرطوم أو بالقرب من حقول النفط ومعسكرات التعدين في السودان.
تعرض الآلاف من نساء وأطفال الدينكا، وعدد أقل من الأطفال من قبائل النوبة، للاختطاف والاستعباد على أيدي أفراد قبيلتي المسيرية والرزيقات خلال الحرب الأهلية المنتهية بين الشمال والجنوب. بعض هؤلاء المستعبدين ظلوا مع آسريهم. وبينما لم تحدث عمليات اختطاف جديدة معروفة للدينكا على يد أفراد قبيلة البقارة في عدد من السنوات، استمرت عمليات الاختطاف بين القبائل في جنوب السودان، ولا سيما في ولايتي جونقلي وشرق الاستوائية. تم اختطاف مئات الأطفال في عام 2010 خلال غارات على الماشية والصراعات بين القبائل المتناحرة، وقد تعرض بعضهم لاحقًا لظروف الاستعباد المنزلي أو رعي الحيوانات. كجزء من نزاع دارفور، قامت الميليشيات المدعومة من الحكومة، مثل الجنجويد وقوات الدفاع الشعبي، وعناصر من القوات المسلحة السودانية باختطاف المدنيين بين عامي 2003 و 2007، معظمهم من الفور والمساليت والزغاوة. جماعات عرقية. تتعرض النساء والفتيات المخطوفات للاستغلال الجنسي والعمل القسري في المنازل والزراعية، بينما يتعرض الرجال والفتيان للعمل الجبري في الزراعة ورعي الماشية والعتالة والعبودية المنزلية؛ من المحتمل أن بعض هؤلاء الأفراد ظلوا أسرى في نهاية الفترة المشمولة بالتقرير